# 波格丹尼哈农村居民点
波格丹尼哈农村居民点（俄语：Богданихское сельское поселение）是俄罗斯联邦伊万诺沃州伊万诺沃区所属的一个农村居民点。其下辖有42个居民点，行政中心为波格丹尼哈。据2016年统计，该农村居民点的人口为3836人。